# Happy Harmonies
 Happy Harmonies és el nom d'una sèrie de curtmetratges d'animació distribuïts per la Metro-Goldwyn-Mayer i produïts pel Harman-Ising Studio entre 1934 i 1938
La sèrie dirigida en Tecnicolor (excepte els dos primers en Cinecolor) era concebut com una competidora dels Silly Simfonies de Walt Disney. La sèrie comprèn 36 pel·lícules.
Comprenia curtmetratges amb el personatge de Bosko, inventat per Hugh Harman i que havia aparegut abans de 1934 en la sèrie Looney Tunes quan el duo Harman-Ising treballava per a l'estudi de Leon Schlesinger llavors sota contracte amb la Warner Bros.. Poc després el personatge de Bosko va evolucionar gràficament per esdevenir un noi afroamericà més realista.
La sèrie comprèn 36 pel·lícules, com la seva competidora Color Classics de Fleischer Studios per a Paramount Pictures.

## Filmografia

### 1934
- The Discontented Canary
- The Old Pioneer
- Tale Of The Vienna Woods
- Bosko's Parlor Pranks
- Toyland Broadcast

### 1935
- Hey-Hey Fever
- When the Cat's Away
- The Lost Chick
- The Calico Dragon
- Good Little Monkeys
- The Chinese Nightingale
- Poor Little Me
- Barnyard Babies
- The Old Plantation
- Honeyland
- Alias St. Nick
- Run, Sheep, Run

### 1936
- Bottles
- The Early Bird And The Worm
- The Old Mill Pond
- Two Little Pups
- The Pups' Picnic
- To Spring
- Little Cheeser
- The Pups' Christmas

### 1937
- Circus Daze
- Swing Wedding
- Bosko's Easter Eggs
- Little Ol' Bosko and the Pirates
- The Hound And The Rabbit
- The Wayward Pups
- Little Ol' Bosko and the Cannibals
- Little Buck Cheeser

### 1938
- Little Olde Bosko in Bagdad
- Pipe Dreams
- The Little Bantamweight